# Donna Karan
Donna Ivy Faske (n. 2 octombrie 1948, Forest Hills, New York) este un cunoscut designer de modă născută în Statele Unite ale Americii. Karan și-a început cariera la 14 ani.